# Публий Ювентий Цельс (консул 164 года)
Пу́блий Юве́нтий Цельс (лат. Publius Iuventius Celsus; умер после 164 года) — римский политический деятель из плебейского рода Ювентиев, ординарный консул 164 года.

## Биография
Цельс происходил из Северной Италии. Он был либо сыном, либо внуком известного юриста и ординарного консула 129 года, носившего такое же имя. В 155 году Цельс стал понтификом. Между 160 и 163 годом он был легатом-пропретором малоазиатской провинции Галатия. В 164 году Цельс занимал должность ординарного консула вместе с Марком Помпеем Макрином.